# Andrzej Stanaszek
Andrzej Stanaszek (ur. 25 września 1971 w Bielsku-Białej) – polski trójboista siłowy, wielokrotny mistrz świata.
Reprezentant klubów BKS Stal Bielsko-Biała, Dick Black Andrychów, Anmar Warszawa i Wicher Kobyłka. Startował w najlżejszej kategorii wagowej – 52 kg. ośmiokrotny mistrz świata w trójboju siłowym (1993–2000), dwukrotny srebrny (2002, 2003) i brązowy (2001) medalista mistrzostw świata w trójboju. Dziesięciokrotny mistrz świata w wyciskaniu leżąc (1992–2000, 2003). Ośmiokrotny mistrz Europy w trójboju siłowym (1993, 1995-98, 2000-02), dwukrotny srebrny (2004, 2003) i brązowy (1992) medalista ME w trójboju. Ośmiokrotny mistrz Europy w wyciskaniu leżąc (1995–2002). Wielokrotny rekordzista świata w przysiadzie ze sztangą, wyciskaniu leżąc i w trójboju.